# Lautenbachzell
Lautenbachzell – miejscowość i gmina we Francji, w regionie Grand Est, w departamencie Górny Ren.
Według danych na rok 1990 gminę zamieszkiwały 912 osoby, 39 os./km².